# کریستوفر دین
کریستوفر دین (انگلیسی: Christopher Dean؛ زادهٔ ۲۷ ژوئیهٔ ۱۹۵۸) اسکیت‌باز نمایشی، طراح رقص، و رقصنده روی یخ اهل بریتانیا است.